# Edouard Diodati
Alexandre-Amédée-Edouard Diodati (* 31. Juli 1789 in Genf; † 12. Juli 1860 in Perroy) war ein Schweizer evangelischer Geistlicher, Bibliothekar und Hochschullehrer.

## Leben

### Familie
Edouard Diodati entstammte der Notabelnfamilie Diodati und war der Sohn Politikers Jacques-Amédée Diodati († 9. März 1838), Mitglied des Rats der Zweihundert, und dessen Ehefrau Sophie († 854), Tochter von Daniel-Alexandre de Morsier; seine Schwester Sophie-Elisabeth Diodati (* 13. Januar 1792; † 13. Februar 1878) war mit dem Politiker Charles-Léonard Lullin (1781–1847) verheiratet.
Seit 1815 war er mit Charlotte-Susanne, Tochter des Politikers Isaac Vernet (1770–1850), verheiratet; gemeinsam hatten sie vier Kinder:
- Marie-Salomon-Théodore Diodati (* 8. November 1816; † 28. April 1878)[5], verheiratet mit Edouard Sarasin (1823–1906), ihre Tochter Alberte-Emma Diodati war mit dem Physiker Édouard Sarasin verheiratet[6];
- Charles-Elisee-Adolphe Diodati (* 20. Oktober 1823; † 22. Oktober 1839);
- Charles-Aloys Diodati (* 27. Mai 1826; † 1896), Oberstleutnant, Komponist und Pianist;
- Charles-Gabriel Diodati (* 24. November 1828 in Genf; † 14. Juli 1914 ebenda), Architekt.

### Werdegang
1807 immatrikulierte sich Edouard Diodati an der Académie de Genève zu einem Theologiestudium; 1811 erfolgte seine Ordination.
Von 1815 bis 1819 war er Pfarrer in Cartigny und darauf von 1820 bis 1845 Leiter der Bibliothèque publique von Genf; sein Porträt befindet sich heute auf der Haupttreppe der Bibliothek. Von 1828 bis 1840 war er zugleich Gefängnisgeistlicher und in dieser Zeit 1837 Moderator der Compagnie des pasteurs.
Er unterrichtete Ästhetik und Moderne Literatur von 1839 bis 1840 sowie Homiletik und Apologetik von 1840 bis 1860 an der Académie de Genève.

### Geistliches und berufliches Wirken
Von 1846 bis 1851 war Edouard Diodati Mitglied der Genfer Synode.
Er betonte die Autorität der Bibel als Wort Gottes sowie die Freiheit in deren Auslegung; dabei war er irritiert über Zweifel der Bibelkritiker an der Grundlage seines Glaubens.
Er beschäftigte sich auch eingehend mit der schulischen Ausbildung und veröffentlichte hierzu Publikationen, eine seiner französischen Schriften wurde 1828 mit Ueber Kinder-Schulen, eine neue, für Deutschland sehr empfehlungswerthe Erziehungsanstalt ins Deutsche übersetzt.

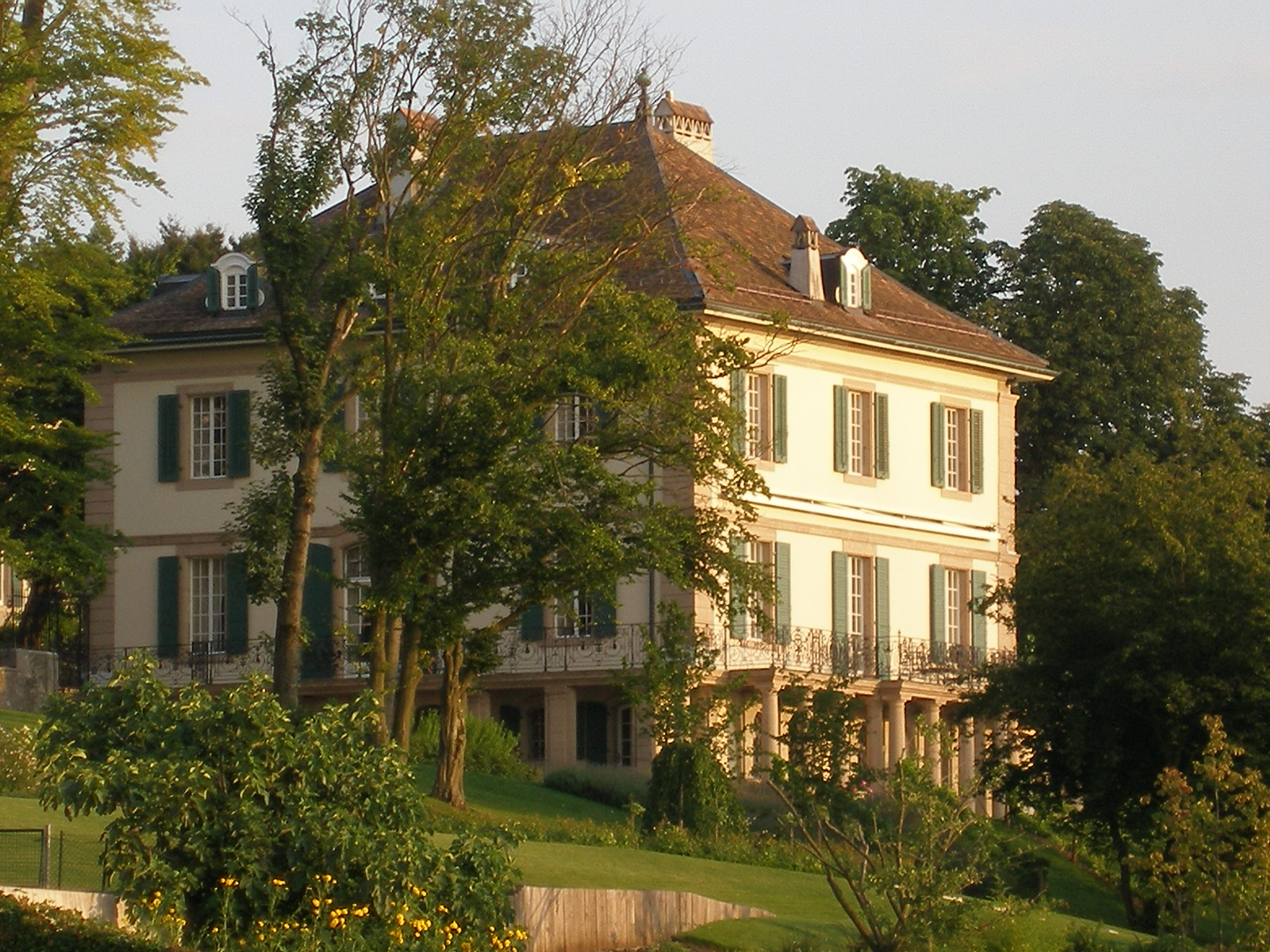
Villa Diodati

## Trivia
Edouard Diodati war der Besitzer der Villa Diodati am Genfersee, die er 1816 an den englischen Dichter Lord George Gordon Byron vermietete. Lord Byron traf sich dort mit der britischen Schriftstellerin Mary Godwin, dem Romantiker und Marys späteren Ehemann Percy Bysshe Shelley, und mit seiner schwangeren Exgeliebten Claire Clairmont (Marys Halbschwester) sowie dem Arzt und Schriftsteller John Polidori. Aufgrund des schlechten Wetters (siehe auch: Jahr ohne Sommer) konnte die Gesellschaft nur selten das Haus verlassen; aus den dann, während des Aufenthaltes im Haus, gehaltenen Gesprächen und Disputen entstanden später die Geschichte von Frankenstein und das Werk Der Vampyr, das auch zu Bram Stokers Dracula führte.

## Mitgliedschaften
- Edouard Diodati war Mitglied der 1838 gegründeten Société d'histoire et d'archéologie de Genève.[16][17]

## Schriften (Auswahl)
- Lettres d'un ami de la religion sur les discussions théologiques du moment. Genf 1817.
- Quelques réflexions sur les écoles d'enfans. Genf 1826
- Essai sur le Christianiana, Envisage dans ses Rapports avec la Perfectibilite de l'Verse Moral. Genf and Paris, 1830.
- Notice biographique sur M. J.-I.-S. Cellerier, ancien pasteur de Satigny. Paris 1845.
- Notice sur la vie et les travaux de F.-M.-L. Naville, pasteur de Chancy. Paris 1846.
- Discours Religieux. Paris, 1861.
- Règlement organique pour l'Eglise nationale protestante de Genève. Paris 1861.
- Meditations sur des Textes de l'Epitre aux Ephesiens. Paris 1863.